# Европско првенство у атлетици на отвореном 1938 — 400 метара препоне за мушкарце
Трка на 400 метара са препонама у мушкој конкуренцији на 2. Европском првенству у атлетици 1938. у Паризу  одржана је 4. септембра на стадиону Коломб у Паризу.
Титулу освојени на 1. Европском првенству 1934. у Торину, није бранио Ханс Шеле из Немачке.

## Земље учеснице
Учествовало је 13 такмичара из 10 земаља.
1. Белгија (1)
2. Грчка (1)
3. Италија (1)
4. Мађарска (1)
5. Немачка (2)
6. Норвешка (1)
7. Уједињено Краљевство (1)
8. Француска (2)
9. Швајцарска (2)
10. Шведска (1)

## Освајачи медаља
|                      |                      |                      |
| Придан Жоа Француска | Јожеф Ковач Мађарска | Кел Аресковг Шведска |

## Резултати

### Квалификације
Квалификације су одржане 8. септембра. Такмичари су били подељени у три групе. За финале су се пласирала двојица првопласираних из све три квалификационе групе. (КВ)
| Место | Група | Атлетичар              | Земља                | Резултат | Бел.   |
| ----- | ----- | ---------------------- | -------------------- | -------- | ------ |
| 1.    | 1     | Придан Жоа             | Француска            | 53,7     | КВ     |
| 2.    | 3     | Фридрих-Вилхенм Холинг | Немачка              | 54,6     | КВ     |
| 3.    | 2     | Вернер Келерхалс       | Швајцарска           | 54,8     | КВ, НР |
| 4.    | 3     | Јожеф Ковач            | Мађарска             | 54,8     | КВ     |
| 5.    | 3     | Ђузепе Русо            | Италија              | 54,8     | КВ     |
| 6.    | 2     | Георг Глав             | Немачка              | 55,4     | КВ     |
| 7.    | 2     | Христос Мантикас       | Грчка                | 55,5     |        |
| 8.    | 1     | Кел Аресковг           | Шведска              | 56,1     | КВ     |
| 9.    | 3     | Вернер Кристен         | Швајцарска           | 56,3     |        |
| 10.   | 1     | Пер Рис                | Норвешка             | 56,5     |        |
| 11.   | 1     | Џек Барнс              | Уједињено Краљевство | 57,3     |        |
| 12.   | 2     | Жак Андре              | Француска            | 58,5     |        |
| -     | 2     | Жил Бсман              | Белгија              | НЗ       |        |

### Финале
| Место | Атлетичар              | Земља      | Резултат | Бел. |
| ----- | ---------------------- | ---------- | -------- | ---- |
|       | Придан Жоа             | Француска  | 53,1     | РЕП  |
|       | Јожеф Ковач            | Мађарска   | 53,3     |      |
|       | Kell Areskoug          | Шведска    | 53,6     |      |
| 4     | Георг Глав             | Немачка    | 54,2     |      |
| 5     | Фридрих-Вилхенм Холинг | Немачка    | 54,6     |      |
| 6     | Вернер Келерхалс       | Швајцарска | 55,0     |      |

## Укупни биланс медаља у трци на 400 метара са препонама за мушкарце после 2. Европског првенства 1934—1938.
|    | Земља      |   |   |   |   |
| -- | ---------- | - | - | - | - |
| 1. | Немачка    | 1 | 0 | 0 | 1 |
| 1. | Француска  | 1 | 0 | 0 | 1 |
| 3. | Мађарска   | 0 | 1 | 0 | 1 |
| 3. | Финска     | 0 | 1 | 0 | 1 |
| 5, | Грчка      | 0 | 0 | 1 | 1 |
| 5, | Шведска    | 0 | 0 | 1 | 1 |
|    | Укупно {6} | 2 | 2 | 2 | 6 |

|                                       | Атлетичар                             | Земља                                 |                                       |                                       |                                       |                                       |
| Није био вишеструких освајача медаља. | Није био вишеструких освајача медаља. | Није био вишеструких освајача медаља. | Није био вишеструких освајача медаља. | Није био вишеструких освајача медаља. | Није био вишеструких освајача медаља. | Није био вишеструких освајача медаља. |
| ------------------------------------- | ------------------------------------- | ------------------------------------- | ------------------------------------- | ------------------------------------- | ------------------------------------- | ------------------------------------- |